# Чиковані Симон Іванович
Симон Іванович Чиковані (9 (22) січня 1903 , Наєсаково, Самеґрело-Земо Сванеті  — 24 квітня 1966 , Тбілісі ) — грузинський радянський поет, голова Спілки радянських письменників Грузії, лауреат Сталінської премії першого ступеня (1947). Депутат Верховної ради Грузинської РСР. Депутат Верховної ради СРСР 3-го скликання (1950—1954).

## Біографія
Народився 27 грудня 1902 року (9 січня 1903) в селі Наєсаково (нині Абашського муніципалітету Грузії) в дворянській родині. Закінчив реальне училище в Кутаїсі, потім — філологічний факультет Тбіліського державного університету.
З 1922 по 1925 рік служив у політвідділі грузинських частин Червоної армії. 
З 1925 по 1944 рік працював в редакції грузинського літературного журналу «Мнатобі», у видавництві «Федерація», в Спілці радянських письменників Грузії. Член ВКП(б) з 1941 року.
Почав публікуватися в 1924 році, був близький до символістської групи Блакитні роги, пізніше приєднався до футуристів, очолював літературну групу «Мемарцхенеоба» («Лівий край»). У 1930-і роки відійшов від поетичного радикалізму. Від футуристичного експериментаторства прийшов до класичної стрункості вірша і гострої проблематики: революційне перетворення Грузії, інтернаціональна солідарність. У своїх віршах поет реалістично зображує оновлену соціалістичну республіку, розкриває багатий духовний світ радянської людини («Ушгульський комсомол», «Мінгрелські вечори», «Вечір застає в Хахматі» та ін.). Філософськи осмислив долю М. М. Бараташвілі в лірико-епічному циклі «Гянджинського зошита» (1964—1965).
У 1944—1951 роках — голова правління Спілки радянських письменників Грузії.
Головний редактор літературного журналу «Мнатобі» (1954—1960). Автор есе про світову літературу, перекладач російської та української поезії.
Помер 24 квітня 1966 року. Похований в Тбілісі в пантеоні Мтацмінда.

## Переклади українською
Окремі поезії Симона Чиковані переклав українською поет Петро Осадчук.

## Нагороди та відзнаки
- орден Леніна
- три ордени Трудового Червоного Прапора (31.01.1939; 17.04.1958; 12.02.1963)
- медаль «За оборону Кавказу»
- медаль «За доблесну працю у Великій Вітчизняній війні 1941—1945 рр.» (1945)
- медалі
- Сталінська премія І ст. (1947) — за поему «Пісня про Давида Гурамішвілі» (1944) та поезії «Горі», «Картлійські вечори», «Свято Перемоги», «Хто сказав» та ін.